# Панков Анатолій Петрович
Анатолій Петрович Панков (нар. 18 травня 1935) — український радянський діяч, голова Саратського райвиконкому, 1-й секретар Саратського і Біляїівського райкомів КПУ Одеської області. Член Ревізійної Комісії КПУ в 1981—1986 роках.

## Біографія
Освіта вища. Член КПРС.
До 1973 року — начальник управління сільського господарства виконавчого комітету Татарбунарської районної ради депутатів трудящих Одеської області.
У 1973—1975 роках — голова виконавчого комітету Саратської районної ради депутатів трудящих Одеської області.
З листопада 1975 по грудень 1983 року — 1-й секретар Саратського районного комітету КПУ Одеської області.
З грудня 1983 по 1991 рік — 1-й секретар Біляївського районного комітету КПУ Одеської області.
Одночасно, з 1990 року — голова Біляївської районної ради народних депутатів Одеської області.
Потім — на пенсії в місті Біляївці Одеської області. 